# 施塔恩贝格湖
施塔恩贝格湖（發音：[ˈʃtaʁnbɛʁɡɐ ˌzeː] ⓘ），旧称维尔姆湖（德語：Würmsee，發音：[ˈvʏʁmˌzeː] ⓘ），位于德国巴伐利亚州首府慕尼黑市的西南方25千米处，是继博登湖、米里茨湖、基姆湖和什未林湖后德国第五大湖。由于其平均深度之深，是为德国蓄水量第二大的湖泊。它位于施塔恩贝格县境内，不属于任何镇，是巴伐利亚州的资产。靠近其西岸，有一座湖中小岛，名曰“罗森岛”（Roseninsel）。
1886年巴伐利亚国王路德维希二世在施塔恩贝格湖淹死。今天在事故发生的地方有一个木十字架作为纪念。
从1976年开始施塔恩贝格湖属于受湿地公约保护的地区。

## 位置
以下市镇位于施塔恩贝格湖畔：
- 施塔恩贝格
- 贝格
- 明辛
- 塞斯豪普特
- 施塔恩贝格湖畔贝恩里德
- 图青
- 费尔达芬
- 珀京

在湖的西部有一个小岛罗森岛。

## 名称
施塔恩贝格湖原名维尔姆湖（Würmsee），这个名字最早出现在818年的一份文献中，当时的写法为。在德意志神圣罗马帝国皇帝路易四世（1314年至1347年）时它的写法已经改为。这个名字来自唯一留出该湖的那条河。19世纪时这两个水体的名字改为。从19世纪末开始施塔恩贝格湖这个名字开始越来越常用，直到1962年它才成为官方的名称。这个名字来自从慕尼黑中央车站去往施塔恩贝格的铁路，通过19世纪修建的这条铁路越来越多的大城市的人到这里来郊游。

## 地貌学
施塔恩贝格湖的湖底是在冰川期由冰川挖出来的。在最后一次冰川期冰川从南部一直延伸到施塔恩贝格湖的北端，今天的湖就是这样形成的。在冰川回退的时候水主要沿另外两条河流出，因此今天的湖没有被沉积填满。只有在湖的北端有沉积，形成了今天那里的沼泽地。在冰川的两侧和端部形成了冰碛。

## 水文学
由于施塔恩贝格湖的水量很大，它很慢冷下去，也很慢热起来，因此它各层的水每年只在春季混合一次。它没有来自阿尔卑斯山的河流注入，鉴于它的地理位置这很少见，它只有众多小的地面河流和一些地下河流注入。它的水源流域共占314平方千米。许多这些小河没有名称。
同时流出的也只有两条小河。由于施塔恩贝格湖的流入和流出都很小，因此一共需要21年湖水才会完全更新一次。由于它的流源面积很小，因此它的湖面起伏波动也很小。比如附近的阿默湖和基姆湖由于来自阿尔卑斯山的水量波动湖面波动达三米以上，施塔恩贝格湖只有最高1.3米的波动。至今为止测量到的最高水面是2010年8月在大量降雨后达到海拔585.03米。此前这样高的水位是在1999年春经过少见的连日大量降雨后水位在36个小时内升高了40厘米，达到海拔584.96米。在这36小时内湖里的储水量增高了1400万立方米。施塔恩贝格湖有储存大量水的能力，因此可以保护下游的地区遭受大水。由于施塔恩贝格湖的换水率很低，而且各个水层的交换很少，因此它对污染非常敏感。
从1960年代开始周边的废水不再排入施塔恩贝格湖，因此湖内的营养降低，水质明显提高。今天它是巴伐利亚最干净的五个湖之一，透明度非常高，水藻密度很低。

## 渔业
施塔恩贝格湖渔业的历史与它居住的历史一样长。在罗森岛上一个比较早的居民点里考古发掘出一根青铜的鱼钩。1989年同样在罗森岛上发掘出一条定年为公元前8或9世纪的独木舟。至今为止在施塔恩贝格湖上有钓鱼和使用渔网打鱼的人，作为休闲或者作为职业。大多数当地的渔人拥有漫长的家庭传统。他们大多住在和岸边上的房子里，在一些房子上面还标有行会的标记和被纳入行会的年。
最早人们可以随意在湖上打鱼，约公元1000年开始巴伐利亚公爵下令农奴只有在交钱后才允许打鱼。后来巴伐利亚公爵把收款的权利下放给当地的地主或者修道院。巴伐利亚湖里的鱼在贵族家庭里是继野味之后第二上佳的食品。在整个系统里渔人是最不幸的，他们往往自己都吃不饱。
白鲑、褐鳟和红点鲑属于上等鱼，欧鳊、狗鱼、鲤鱼、江鱈和歐鯰属于下等鱼。白鲑和狗鱼因为它们很多，因此是重要的食物，长期被看作“湖里的面包”。18世纪里的一场鱼病使得狗鱼的数量大量减少，至今为止其数量没有能够恢复。红点鲑被看作是特别好吃的鱼，因此今天在捕捉到它们后要记录。

## 休闲和体育
施塔恩贝格湖主要是慕尼黑的休闲地，从慕尼黑有高速公路和捷运通到这里。

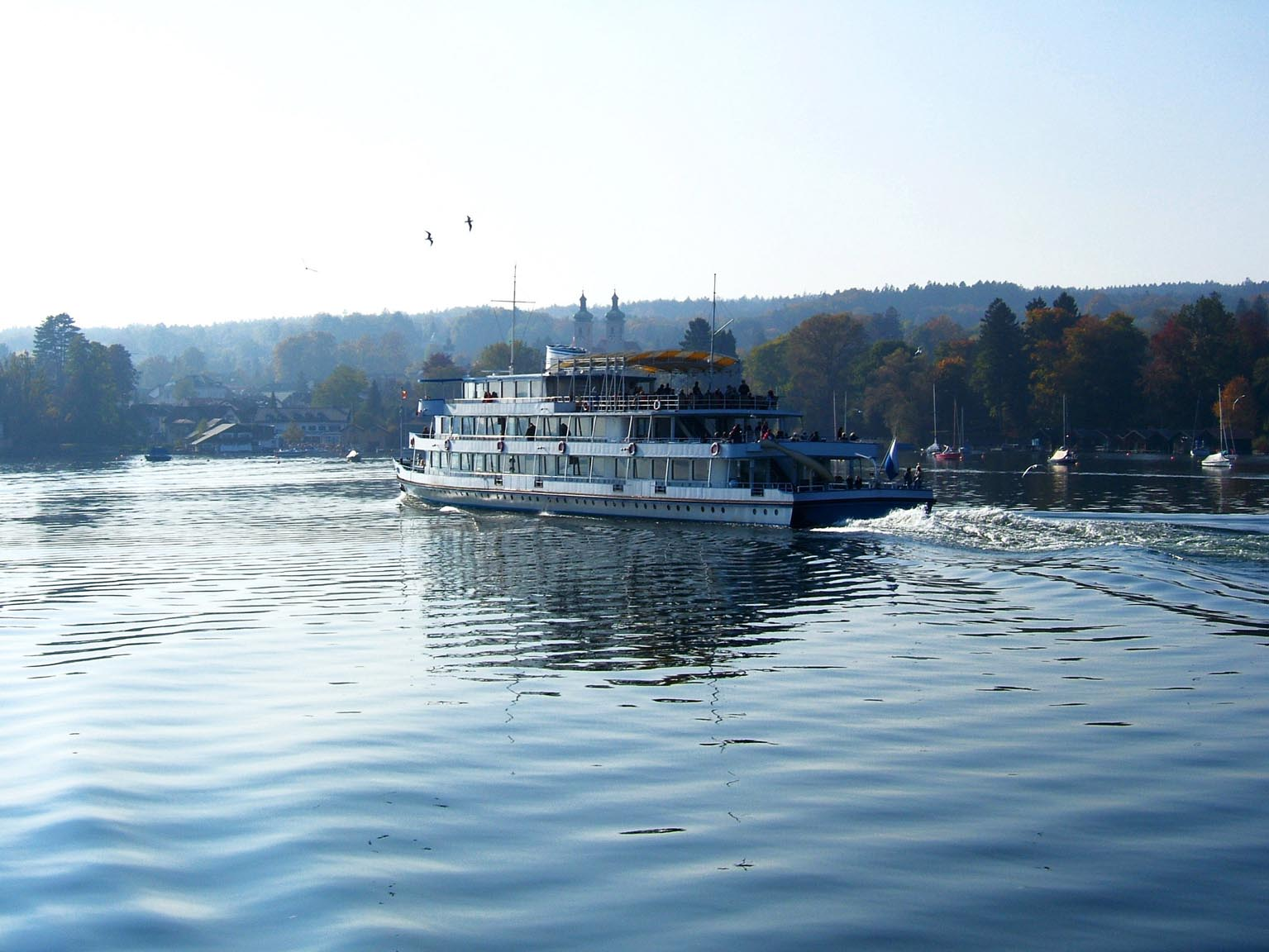
邮船

行人和自行车可以使用一条环绕湖的46.2千米长的路。除少数段落外这条路和公路不靠在一起。但是只有少数地方这条路靠湖岸，因为许多湖岸地区是私有地。
在珀金格附近有一个“天堂浴场”，那里有草坪、沙滩、野营地和一个供冲浪的人使用的沙滩。这个浴场主要供来自慕尼黑的游人使用。在其它一些沿湖地区还有其它的浴场以及出租船的地方。
巴伐利亚船舶公司提供班轮、游轮和特殊航行的服务。
虽然施塔恩贝格湖上的风比较弱，偶尔雷雨会很快来临，帆船运动是一个非常普及的体育。虽然理论上驾驶帆船不需要执照，但是一般所有租船的地方都要求提供执照证明。
没有引擎和短于9.20米的帆船也不需要允许就可以在湖面上使用，但是在使用的时候要遵守当地的规则（比如保留与湖岸的距离、不进入生态保护地区、遵守行船规则等等）。在沿湖的许多地方有给船下水的设施。
摩托艇、电动船以及长于9.20米的帆船（不论是否有引擎）以及素有有居住、烹饪或者厕所设施的船只全部需要官方允许以及牌照，并与巴伐利亚政府签署合同。浮筒和栈桥也需要官方允许、牌照和合同。
在施塔恩贝格湖私人摩托艇的允许一共有255份，排队目前等待的时间需要约13年。
在一定时间里在规定的区域内可以滑水。
按照施塔恩贝格政府规则可以在湖内潜水。

## 书籍
- Martinus Fesq-Martin, Amei Lang, Michael Peters (Hrsg.)：《Der Starnberger See – Natur und Vorgeschichte einer bayerischen Landschaft》。慕尼黑2008年，ISBN 978-3-89937-090-4.
- A. Link：《Der Starnberger See und seine Umgebung vom Würmtal bis zum Alpenrand》。Gauting-Buchendorf 1982, ISBN 3-923657-06-4.
- Susanne Westendorf：《Das Starnberger-SeeBuch – eine Tour um den See, kleiner Führer》。慕尼黑1995年，ISBN 3-00-000232-4.